# Byblia cora
Byblia cora är en fjärilsart som beskrevs av Joachim Francois Philiberto de Feisthamel 1850. Byblia cora ingår i släktet Byblia och familjen praktfjärilar. Inga underarter finns listade i Catalogue of Life.